# Marie-Gisèle Eleme-Asse
Marie-Gisèle Eleme-Asse est une athlète camerounaise, spécialiste des épreuves de sprint, née le 13 novembre 1995 à Yaoundé.
Elle se distingue principalement aux relais 4 x 100 mètres.

## Palmarès
| Date | Compétition                     | Lieu        | Résultat | Épreuve   | Performance |
| ---- | ------------------------------- | ----------- | -------- | --------- | ----------- |
| 2011 | Jeux africains                  | Maputo      | 3e       | 4 x 100 m | 45 s 00     |
| 2015 | Jeux africains                  | Brazzaville | 6e       | 4 x 100 m | 45 s 27     |
| 2016 | Championnats d'Afrique          | Durban      | 6e       | 4 x 100 m | 46 s 23     |
| 2017 | Jeux de la solidarité islamique | Bakou       | 3e       | 4 x 100 m | 46 s 78     |
| 2017 | Jeux de la Francophonie         | Abidjan     | 2e       | 100 m     | 11 s 59     |
| 2017 | Jeux de la Francophonie         | Abidjan     | 2e       | 4 x 100 m | 45 s 23     |
| 2018 | Jeux du Commonwealth            | Gold Coast  | 6e       | 4 x 100 m | 45 s 24     |